# Aglio di Caraglio
L'aglio di Caraglio (in piemontese Aj 'd Caraj) è un ortaggio a bulbo della specie Allium sativum L. tipico della zona allo sbocco della Valle Grana e riconosciuto come PAT e come presidio slow food.

## Descrizione

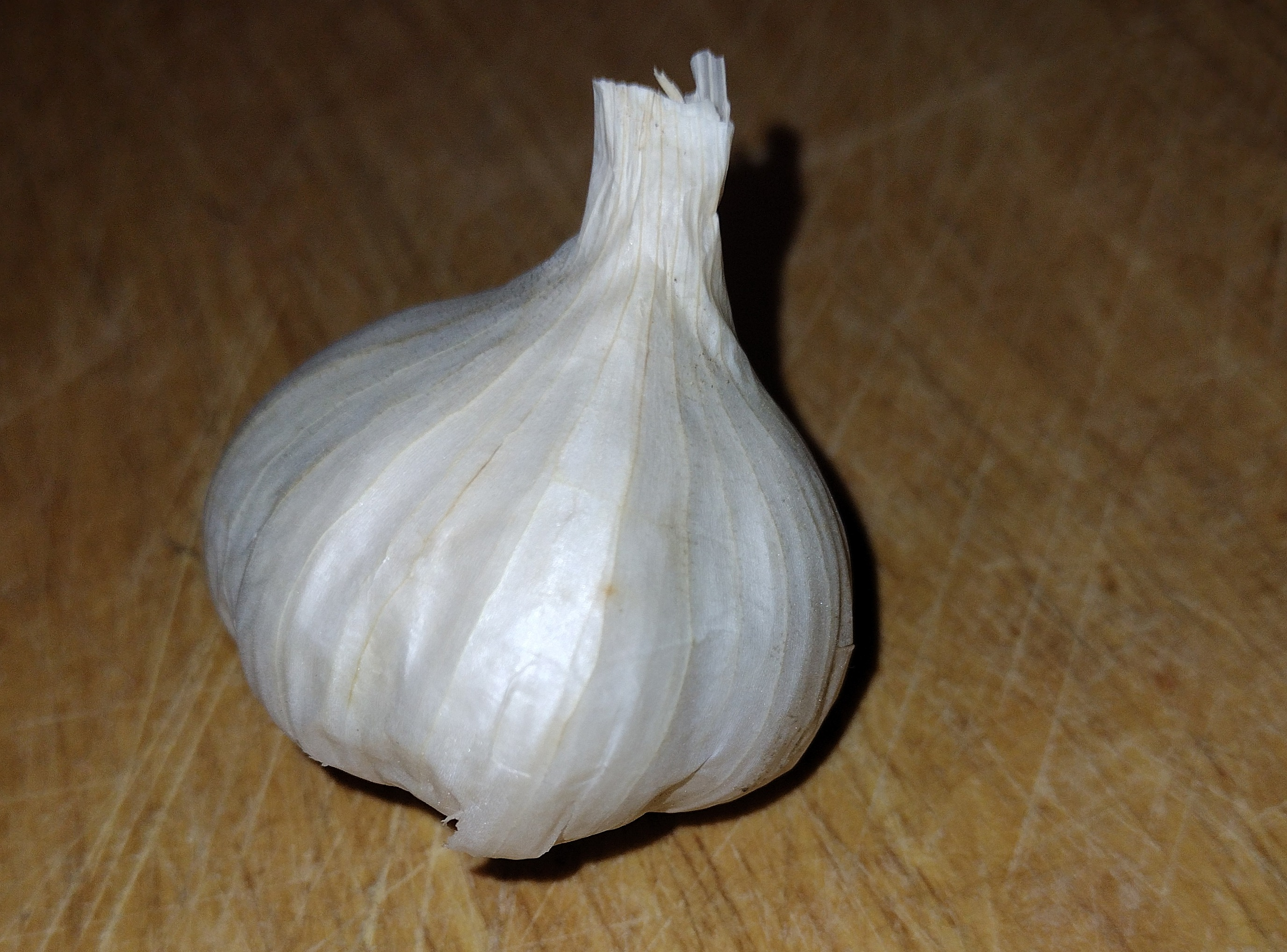
Una testa di aglio di Caraglio

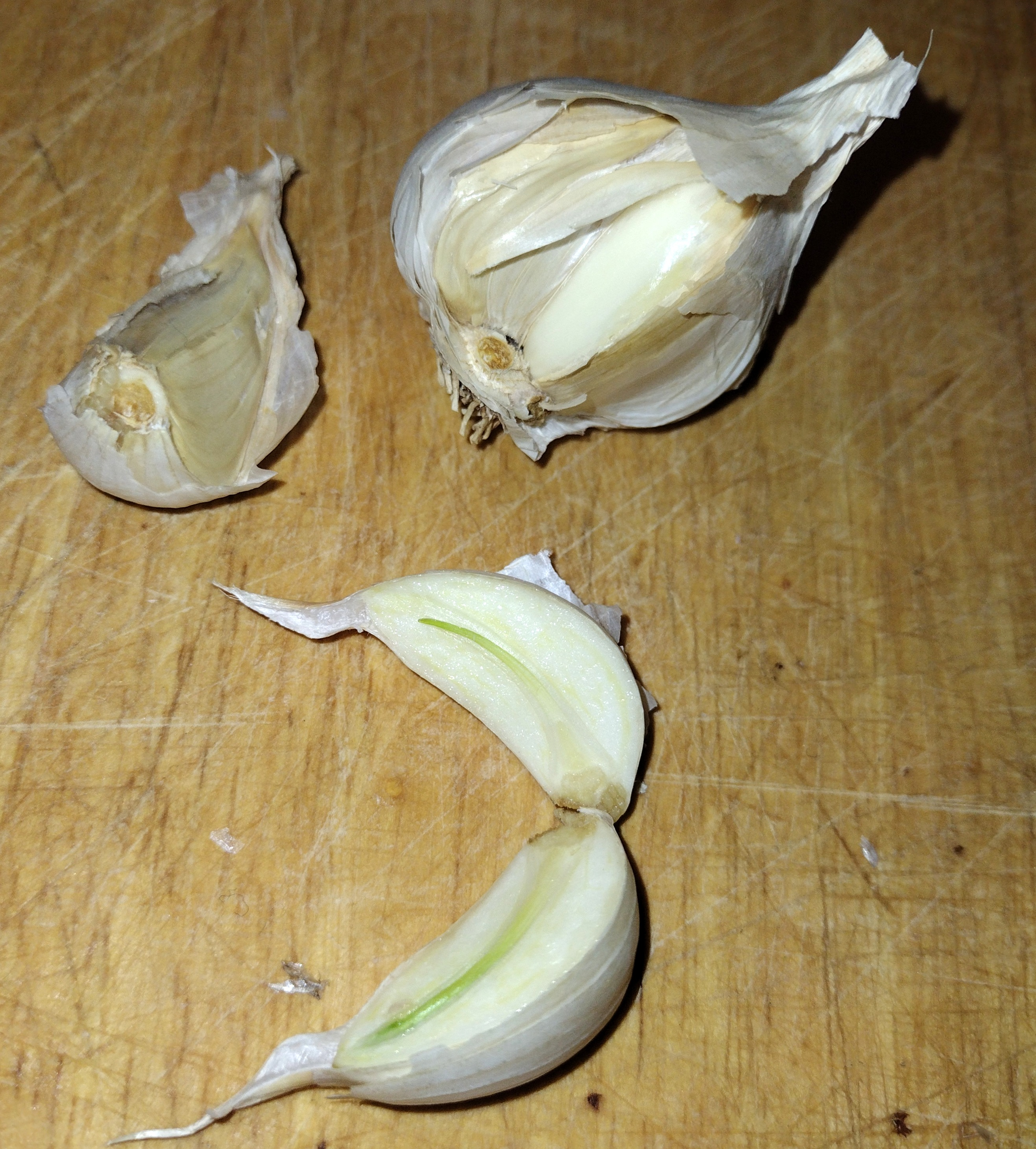
Bulbo con un bulbillo sezionato

Botanicamente l'aglio di Caraglio è un ecotipo locale della specie Allium sativum L.. 
Il bulbo (anche chiamato testa) è di dimensioni non particolarmente grandi. I bulbilli sono bianchi con la tunica esterna leggermente venata di rosso-violetto.

## Area geografica
La zona geografica di produzione dell'aglio di Caraglio coincide con il territorio del comune omonimo.
La zona di produzione dell'aglio, ovvero la campagna circostante all'omonimo centro del cuneese, è caratterizzata da inverni in genere freddi e nevosi ed estati piuttosto fresche.

## Coltivazione
L'aglio di Caraglio viene coltivato in rotazione quadriennale con altre colture intercalari (tra le quali ad esempio patata o lenticchia) oppure lasciando il terreno incolto. La cosiddetta "semina" (si tratta in realtà della messa a dimora dei bulbilli) avviene tra ottobre e novembre, un periodo di calma relativa nelle aziende agricole locali e quindi quando la manodopera non è utilizzata in altri compiti. Lo sviluppo della pianta avviene in buona parte durante i mesi freddi e non presenta in genere esigenza di irrigazione o di infestazioni parassitarie, ed è quindi compatibile con le metodologie dell'agricoltura biologica. La raccolta avviene tra la fine della primavera e l'inizio estate; si tratta di un'operazione molto onerosa in termini di manodopera, e si conclude in genere entro il 24 giugno (la festa di San Giovanni). Nei mesi di luglio e agosto l'aglio viene posto ad essiccare al sole, perdendo circa metà del peso che aveva alla raccolta.

## Storia
La passata importanza della produzione dell'aglio a Caraglio è testimoniata da varie fonti, ma venne quasi del tutto abbandonata alla fine degli anni cinquanta del Novecento. La ripresa della tradizione colturale si è attuata gradualmente tramite la costituzione di un consorzio di produttori, la valorizzazione del prodotto nel corso di alcuni eventi locali e soprattutto grazie al lavoro di recupero dell'ecotipo dell'ortaggio effettuato da alcuni produttori della zona. Nel corso degli eventi fieristici attualmente, oltre alla commercializzazione del prodotto e dei suoi derivati, avviene anche la selezione e lo scambio dei migliori esemplari, contribuendo così al mantenimento delle caratteristiche e della vitalità del patrimonio genetico. In comune di Caraglio vengono dedicate al prodotto due fiere, una in novembre durante il periodo della messa a dimora dei bulbilli, l'altra a inizio estate, festeggiando il nuovo raccolto.

## Riconoscimenti
A livello nazionale la denominazione «Aglio di Caraglio» è stata riconosciuta come Prodotto Agroalimentare Tradizionale.
La produzione dell'ortaggio a partire dal 2008 è tutelata e promossa dal Consorzio di produzione, valorizzazione e tutela dell'Aj 'd Caraj - Aglio di Caraglio.
Esiste inoltre un presidio del gusto Slow Food denominato Aglio storico di Caraglio, anch'esso a tutela di questa tipologia di aglio e limitato al territorio comunale di Caraglio.

## Commercializzazione

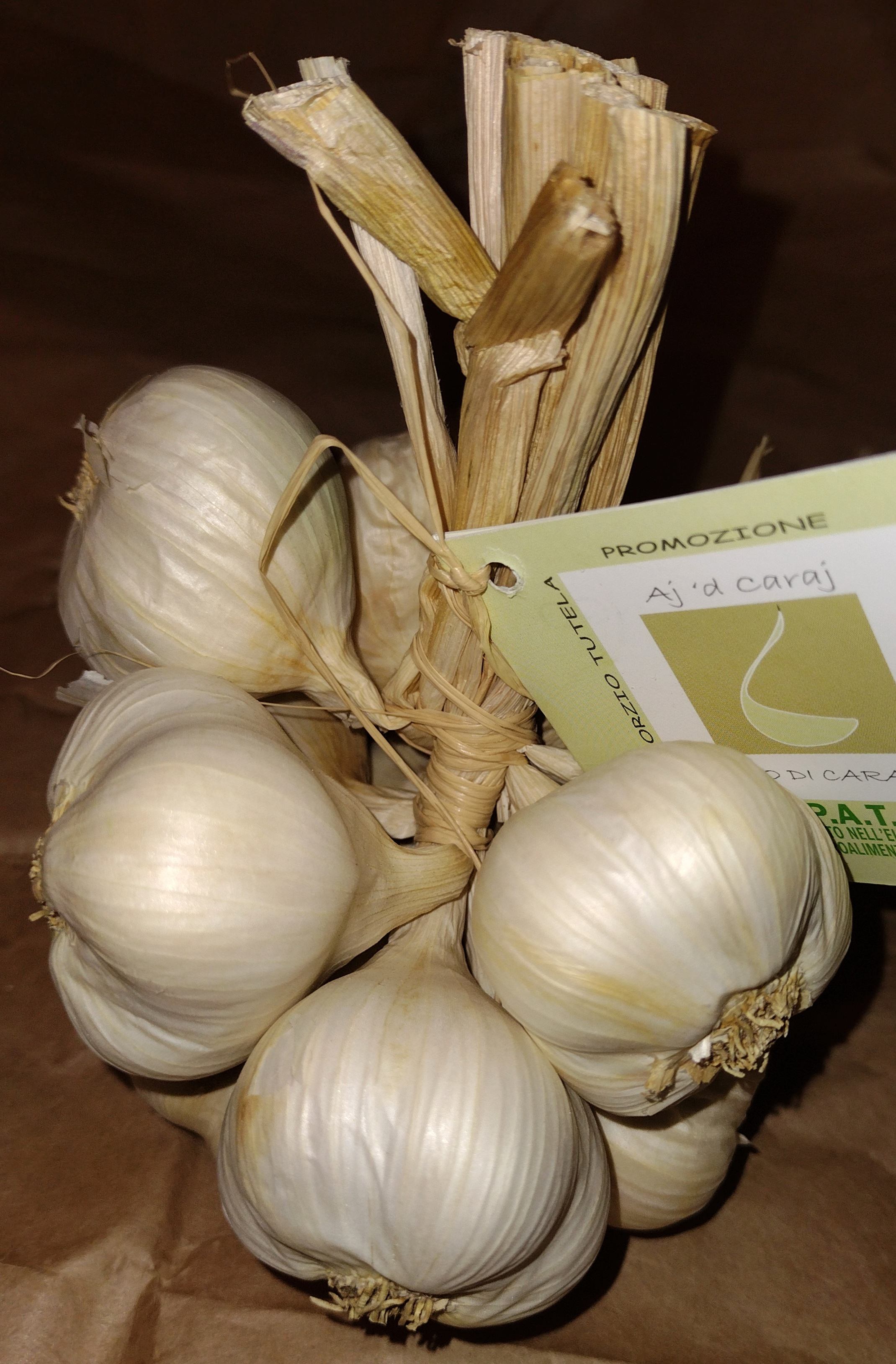
Una treccia pronta per la vendita

L'aglio di Caraglio viene tradizionalmente commercializzato in piccole trecce da 3 o 5 teste, previa selezione e calibratura di queste ultime.
Una variante rispetto al prodotto tradizionale è quella di utilizzare l'aglio di Caraglio per produrre "aglio nero", che si ottiene fermentando ed essiccando con una metodologia particolare il prodotto fresco. Il colore degli spicchi diventa bruno scuro ed anche il gusto cambia completamente, diventando più dolce e con un retrogusto che ricorda la salsa di soia, la liquirizia e l'aceto balsamico.

## Cucina
Gli spicchi dell'aglio di Caraglio son particolarmente indicati per la preparazione di alcune classiche preparazioni della cucina piemontese come il bagnetto verde e la bagna cauda. Oltre che nella gastronomia tradizionale viene impiegato in alcune ricette ideate da chef contemporanei.